# Fisura orbitară superioară
Fisura orbitară superioară (fissura orbitalis superior) este o fisură delimitată de aripile mici și aripile mari ale osului sfenoid, prin care orbita comunică cu fosa craniană mijlocie. Prin fisura orbitară superioară trec nervii oculomotor, trohlear, oftalmic, abducens și vena oftalmică superioară.